# Paris Moon
Paris Moon is een dvd van Blackmore's Night uit 2007.
- Disc 1: Concertregistratie ter gelegenheid van het tienjarig bestaan. Opgenomen in de befaamde "Olympia" te Parijs op 20 september 2006.
- Disc 2: Audio-cd met een selectie van opnamen uit de bovenstaande concertregistratie.

## Disc 1 (dvd)
1. Introduction
2. "Past Times With Good Company"
3. "Rainbow Blues"
4. "Play Minstrel Play"
5. "World Of Stone"
6. "Under A Violet Moon"
7. "Soldier Of Fortune"
8. "Durch Den Wald Zum Bachaus"
9. "Diamonds & Rust"
10. "Minstrel Hall"
11. "Home Again"
12. "Streets Of London"
13. "Renaissance Faire"
14. Keyboard Solo
15. "Ariel"
16. "Loreley"
17. "The Clock Ticks On"
18. "Fires At Midnight"
19. "St. Theresa"
20. "The Village Lanterne"

## Disc 2 (cd)
1. "Past Times With Good Company/Rainbow Blues"
2. "Play Minstrel Play"
3. "World Of Stone"
4. "Under A Violet Moon"
5. "Minstrel Hall"
6. "Home Again"
7. "Ariel"
8. "The Clock Ticks On"
9. "Fires At Midnight"
10. "The Village Lanterne" (bonustrack, studioversie)
11. "All Because Of You" (bonustrack, radioversie)